# 台湾日本人女子大生殺人事件
台湾日本人女子大生殺人事件（たいわんにほんじんがくせいさつじんじけん）は、1990年（平成2年）に、台湾へ一人旅をしていた日本人女子大学生がタクシー運転手によって殺害後、遺体を一部切断のうえ遺棄された事件である。この事件で台湾に対する日本国内の感情が悪化したため台湾国内の観光産業が大打撃を受けた。
以下の記事では被害者及び加害者については匿名とする。

## 事件の概略
1990年4月2日、東京の女子大4年生の日本人女性（当時22歳）が台湾へ到着。国際青年の家に宿泊し翌日は台北市を観光した。4日午前、家族宛ての手紙を出し、昼ごろに自強号（特急に相当）に乗車し台南へ向かった。そこで知り合った若い男の家に宿泊し、5日と6日は彼の案内で台南を観光している。7日午前、家族宛ての手紙を出し、台南駅から復興号（準急に相当）に乗車して高雄にへ向かった。昼ごろに高雄駅の改札口から出て以降、彼女の足取りがつかめなくなった。
彼女は、日本への帰国便として予約していた、台北から成田国際空港行きのユナイテッド航空828便に搭乗せず帰国もしていなかった。そのため彼女の母親は、愛娘を探すべく4月25日に台湾へ向かい、日台交流協会を通じて正式に中華民国内政部警察署へ捜査を依頼した。
台湾警察当局は各県市の警察局（県・市警察）を動員し彼女の行方を捜査したが、発見には至らなかった。6月27日、高雄市の警察局は特別捜査本部「〇四〇七聯合專案小組」（0407合同専従捜査班）を設置、懸賞金5万台湾元で情報提供を呼びかけ彼女の家族も日本円で50万円の懸賞金を提供した。
彼女と最後に接触したとされる台南市在住の男性を重要参考人として事情聴取したが、被疑者として拘束するだけの証拠は見つからなかった。7月7日、警察は彼女がすでに殺害されているとの情報を得る。台南県新市郷にある共同墓地に遺棄されているとして、大規模な捜索活動を行うも発見されなかった。結果的に当該情報は全くのガセネタであった。
9月6日、彼女の母親が3度目の訪台。捜索にあたっての後援会も立ち上げられたが、依然として彼女の行方に関する情報は得られなかった。10月に入りタクシー運転手の男性の供述に不自然な点があったが、不安定な精神状態から有力な証言を得られなかった。12月6日、警察署長は懸賞金を100万元に引き上げ、なんとしても彼女を見つけ出せと命令した。
1991年1月4日、台中県后里郷におけるサトウキビ畑の中で白骨化した女性の遺体を発見。日本では被害者の母親が、白骨化した遺体（モザイクなどの修正はなし）と対面し号泣する模様をマスコミのカメラがとらえワイドショーで放送された。しかし、歯のX線写真を照合した結果、彼女ではないことがのちに確認された。
1991年3月4日、捜査機関は以前尋問した高雄市小港区在住のタクシー運転手を被疑者として逮捕。彼の自白調書によると、1990年4月7日に高雄駅近くの建国三路の歩道にてリュックサックを背負って歩く被害者と出会った。彼女が日本人で、筆談によって宿泊場所を探していることを知り、乗用車で小港区にある宿泊所に連れて行ったという。2人は高雄付近にある澄清湖、鳳山及び大統デパートなどで過ごし、その夜は宿泊所で休んだという。
彼女に肉体関係を迫ったところ拒絶されたため逆上したことが犯行に至る経緯である。殺害の状況は以下のとおり。8日の明け方、弩を用いて彼女の頭部へ4つの矢を発射したのち頭部を切断。それをプラスチックの袋に入れ、遺体をシーツでくるみ、犯行時に着用していた血に染まった衣服、凶器、被害者の所持品を分けて遺棄した。発見を恐れた被害者の遺体はガソリンをかけて燃やし、被害者が寝ていた血染めの寝具も焼却したという。
1991年3月7日、被疑者は死体を台南市崇明十三街の空き地に、頭部は南門路の南門長老教会前のゴミ捨て場に、それぞれ遺棄したことを供述。3月9日、供述どおり空き地の切り株の下から遺骨が掘り出され、鑑定のために台北へ送られた。しかし頭部に関しては、台南県仁徳郷にあるゴミの埋め立て地を掘り起こすことが費用の点から断念された。その後も被疑者の供述に沿って、被害者の所持品や凶器が見つかっている。のちに、著名な法医学者である楊日松などの鑑識により、遺骨が被害者のものであると確定された。
1991年4月11日、高雄地方検査署に移送された被疑者は、刑法の殺人、死体損壊及び遺棄等で起訴された。11月24日、高雄地方法院（地方裁判所）は被告人に死刑判決を下すが、精神異常が亢進しているとして無期懲役と終身公民権剥奪に減刑された。なお被害者の遺体は1993年5月3日に台湾で火葬され、日本へ帰国した。

## 影響
台湾で女子大生が行方不明になったとのニュースが伝えられた後、日本の報道メディアは継続して台湾の治安が悪化している状況を報道したため、一種の風評被害が生じた。
そのことは統計的にも顕著となり、日本から台湾への観光客は前年同期（1989年1月-9月）と比較して3.1%減り、数年来最大のマイナス率を記録した。また同時期に行った日本の観光業者へのアンケートでは「治安がよくない」を主要な理由の1つに挙げ、近隣諸国では最下位となった。そのため日台間航空路を運航する日本アジア航空は抗議したという。